# كورين روزفلت روبنسون
كورين روزفلت روبنسون (بالإنجليزية: Corinne Roosevelt Robinson)‏ هي كاتِبة وشاعرة أمريكية، ولدت في 27 سبتمبر 1861 في نيويورك في الولايات المتحدة، وتوفيت في 17 فبراير 1933.